# Maria Lúcia Prandi
Maria Lúcia Prandi (Potirendaba, 29 de novembro de 1944 - São Paulo, 7 de outubro de 2015) foi uma professora e política brasileira.
Prandi foi professora de História e mestre em Ciências Sociais, formada pela PUC-SP. Foi, ainda, conselheira da APEOESP (Associação dos Professores do Ensino Oficial do Estado de São Paulo), atualmente um sindicato.
Elegeu-se vereadora em 1992, pelo PT. Foi a primeira mulher a presidir a Câmara Municipal de Santos. Dois anos depois, foi eleita deputada estadual. Também atuou como secretária de Educação na gestão de Telma de Souza. Reelegeu-se deputada estadual em 1998, 2002 e 2006, sempre pelo PT.
Coordenou a luta pela instalação da Zona de Processamento de Exportação (ZPE) do Porto de Santos. Trabalhou também pela implantação de um Parque tecnológico na cidade, pela implantação do VLT na Baixada Santista, e no combate à violência contra mulheres. Coordenou a Frente Parlamentar Pró-Envelhecimento Saudável.
Em 2010, obteve 56.108 votos na disputa por uma vaga de deputada federal (equivalentes a 0,26% dos válidos). Elegeu-se suplente e assumiu a vaga de Ricardo Berzoini, que em 2014 deixou o parlamento para ser ministro das Relações Institucionais. Faleceu em 7 de Outubro de 2015 vitima de uma infecção pulmonar, o velório foi realizado no Memorial Necrópole as 8 horas, e no mesmo local o corpo foi cremado as 17 horas.